# Larry Hulcer
Larry Hulcer (San Luis; 26 de abril de 1957) es un exfutbolista estadounidense que jugó como centrocampista.

## Selección nacional
Obtuvo su primera convocatoria con Estados Unidos el 3 de febrero de 1979, en una derrota por 3-1 ante la Unión Soviética. El 5 de octubre de 1980, anotó su único gol con la selección en una victoria por 2-0 sobre Luxemburgo.

### Participaciones en clasificatorias
| Clasif.              | Sede   | Resultado | Part. | Goles |
| -------------------- | ------ | --------- | ----- | ----- |
| Clasif. Mundial 1982 | Varias | Eliminado | 2     | 0     |

## Clubes
| Club               | País           | Año       |
| ------------------ | -------------- | --------- |
| Los Angeles Aztecs | Estados Unidos | 1979      |
| New York Cosmos    | Estados Unidos | 1980-1981 |
| St. Louis Steamers | Estados Unidos | 1985-1985 |
| Kansas City Comets | Estados Unidos | 1985-1986 |

## Palmarés

### Títulos nacionales
| Título                       | Equipo          | País           | Año  |
| ---------------------------- | --------------- | -------------- | ---- |
| North American Soccer League | New York Cosmos | Estados Unidos | 1980 |

### Distinciones individuales
| Distinción                                        | Año  |
| ------------------------------------------------- | ---- |
| Novato del año de la North American Soccer League | 1979 |